# Kreditivbrev

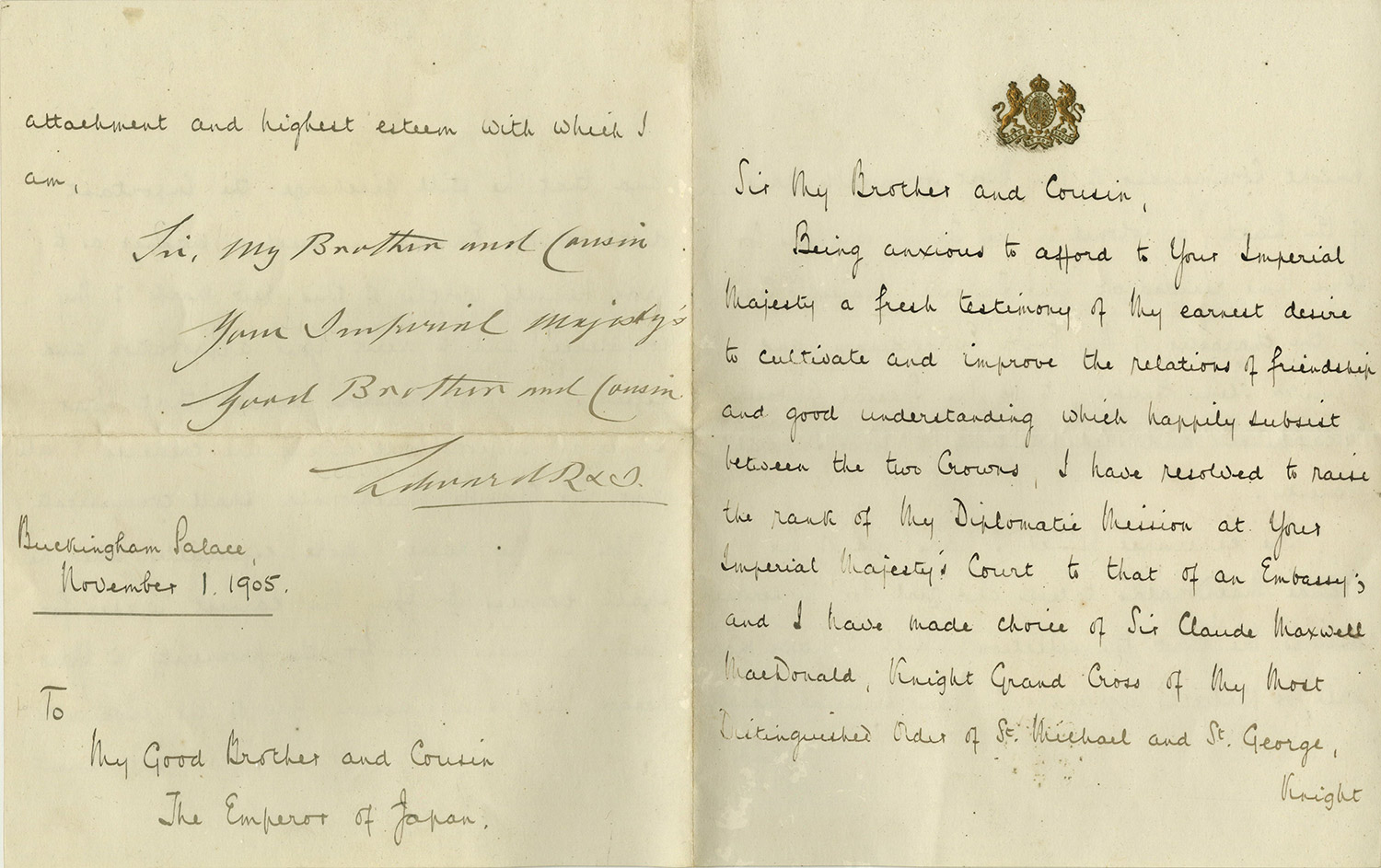
Kreditivbrev från kung Edvard VII av Storbritannien för Claude MacDonald som brittisk ambassadör till Japan, ställt till Japans kejsare Meiji, 1 november 1905.

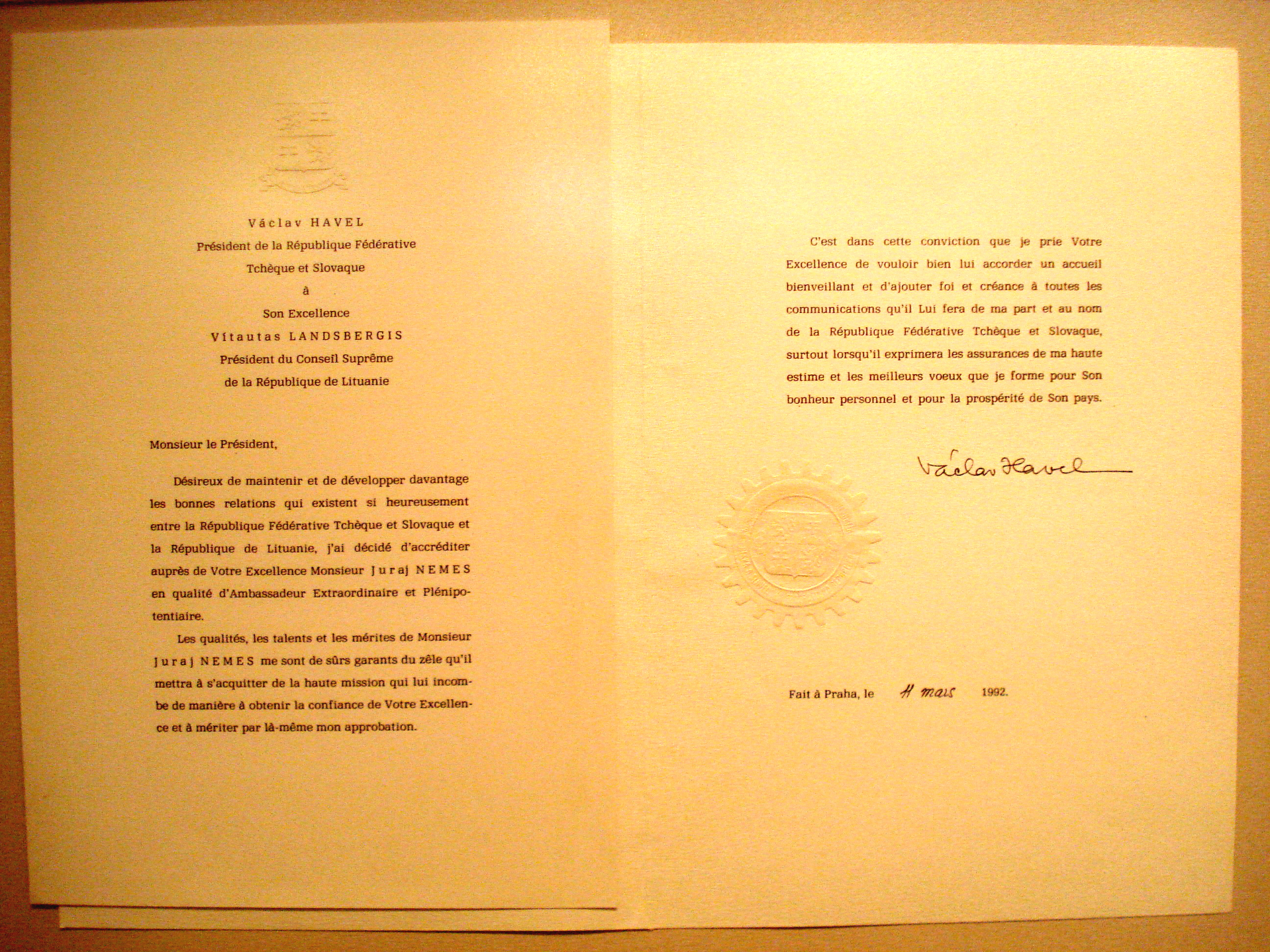
Kreditivbrev på franska från Tjeckoslovakiens president Václav Havel för Juraj Nemeš som tjeckoslovakisk ambassadör, ställt till Litauens högsta rådsordförande Vytautas Landsbergis, 11 mars 1992.

Kreditivbrev (franska: Lettre de créance) är en fullmakt från en statschef till en ambassadör eller envoyé att representera sitt land hos främmande makt.
Kreditivbrevet lämnas till mottagarlandets statschef i samband med att ambassadören tillträder sitt uppdrag. Överlämnandet kallas ackreditering och sker normalt under högtidliga och ceremoniella former.
En återkallelse av ambassadörsfullmakt kallas rappellbrev (även lettre de rappel).

## Formuleringar
Under 1800-talet och tidigt 1900-tal var det brukligt att kreditivbrev från en monark till en annan monark (på samma nivå som kung eller regerande drottning) skrivs i första person och de tillskriver varandra som syskon (t.ex. "er broder" eller "er syster"). När en kung eller drottning skriver till en monark med lägre titel som storhertig eller furste används istället "er kusin".
I kreditivbrev som ställs från en monark till en icke-monarkisk statschef användes däremot pluralis majestatis och "er vän".
Kreditivbrev mellan presidenter brukar ställas som "Ers Excellens" alternativt "Herr President" eller "Fru President".